# Falsificación literaria
Una falsificación literaria es un concepto que se refiere a una escritura, generalmente un manuscrito o un texto de tipo literario, que se presenta como si fuera un trabajo original cuando en realidad se trata de un fraude, atribuido a un autor histórico o inventado. También puede tratarse de una supuesta memoria u otro escrito presuntamente de no ficción que se presenta engañosamente como verdadero cuando, en realidad, presenta información o contenido falso o imaginario. Estas prácticas engañosas tienen una larga historia y han ocurrido en diversas tradiciones literarias, a menudo con importantes repercusiones culturales o económicas.
Las falsificaciones literarias pueden adoptar diversas formas, incluyendo obras que se presentan falsamente como textos antiguos de autores conocidos, memorias inventadas o relatos ficticios presentados como registros históricos. Las razones para crear falsificaciones literarias pueden variar, incluyendo la búsqueda de beneficios económicos, el deseo de reconocimiento literario o la promoción de ideologías específicas.
Si bien las falsificaciones literarias suelen quedar expuestas y desacreditadas, pueden, no obstante, tener un impacto enorme en la configuración de las narrativas culturales e históricas.
A menudo es confundido con un plagio, que puede serlo, pero no necesariamente. En un caso de plagio, el carácter físico de la escritura no está sujeto a disputa, sino su contenido o significado. En resumen, en el plagio un actor toma el trabajo de un autor e intenta presentarlo como si fuera de su propia autoría. En cambio, una falsificación, literaria o de otro tipo, es un objeto que no es lo que se supone que sea. Intenta presentarse como si fuera una obra de un autor reconocido, imitando su estilo y métodos, pero sin serlo realmente; su auténtico autor intenta permanecer en secreto y mantener el engaño. 
El caso más común de falsificación literaria tendría lugar con un autor de estilo bien reconocible, así como también de importancia comercial. Para tomar ventaja de la reputación de dicho autor, el falsificador crearía un trabajo literario perfectamente acorde con el estilo narrativo del autor. Esto no sería suficiente: utilizaría también la misma clase de papel, o el mismo estilo de escritura manuscrita, con el propósito de convencer al posible lector de que la obra fuera real. 
Según el medievalista Marc Bloch, durante la Edad Media —especialmente del siglo VIII al XII— se habría dado una especie de «epidemia colectiva» de falsificaciones de escritos. Desde la mentalidad de la época, no se consideraba censurable falsificar diplomas, decretos pontificios, capitulares u otros documentos si con ello se contribuía a favorecer los intereses de iglesias, el clero o el emperador. Entre finales del siglo XVIII y principios del XIX, en pleno auge del romanticismo, el historiador francés pone como ejemplos de falsificaciones literarias los poemas de Ossian, Thomas Chatterton, Villemarqué o los atribuidos a Clotilde de Surville.